# Castelnau-d'Arbieu
Pour les articles homonymes, voir Castelnau.
Castelnau-d'Arbieu (Castèthnau d'Arbiu en occitan) est une commune française située dans le nord-est du département du Gers en région Occitanie. Sur le plan historique et culturel, la commune est dans le Pays de Gaure, un territoire au cœur de la Gascogne caractérisé par ses champs céréaliers et d'oléagineux, entrecoupés de maigres bois et prairies.
Exposée à un climat océanique altéré, elle est drainée par le Gers, le ruisseau de Lesquère et par divers autres petits cours d'eau.
Castelnau-d'Arbieu est une commune rurale qui compte 226 habitants en 2022, après avoir connu un pic de population de 779 habitants en 1831.  Elle fait partie de l'aire d'attraction de Lectoure. Ses habitants sont appelés les Auzanais ou  Auzanaises.

## Géographie

### Localisation
Castelnau-d'Arbieu est une commune de Gascogne située au nord-est de Fleurance, en Pays de Gaure.

### Communes limitrophes
Les communes limitrophes sont  Fleurance, Lectoure, Magnas, Pauilhac, Saint-Clar et Urdens.
|           | Lectoure           |            |
| Pauilhac  | Castelnau-d'Arbieu | Magnas     |
| Fleurance | Urdens             | Saint-Clar |

### Géologie et relief
Castelnau-d'Anglès se situe en zone de sismicité 2 (sismicité faible).

### Hydrographie
La commune est dans le bassin de la Garonne, au sein du bassin hydrographique Adour-Garonne. Elle est drainée par le Gers, le ruisseau de Lesquère, un bras du Gers, le ruisseau des Canères, le ruisseau du Margaridat et par divers petits cours d'eau, qui constituent un réseau hydrographique de 12 km de longueur totale,.
Le Gers, d'une longueur totale de 175,4 km, prend sa source dans la commune de Lannemezan et s'écoule vers le nord. Il traverse la commune et se jette dans la Garonne à Layrac, après avoir traversé 47 communes.

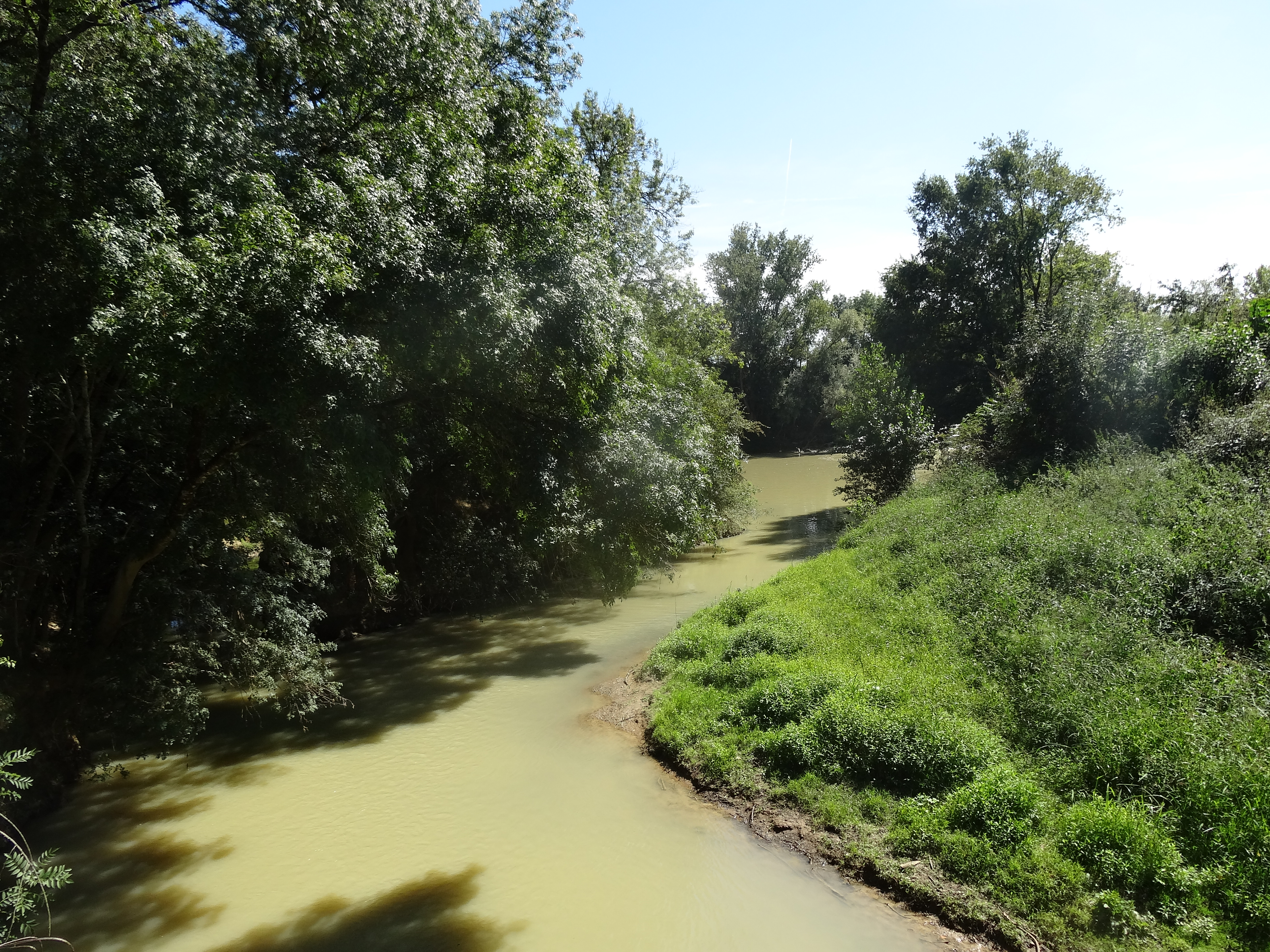
Le Gers au Pont Vieux d'Aurenque, situé à cheval sur les communes de Castelnau-d'Arbieu et Pauilhac
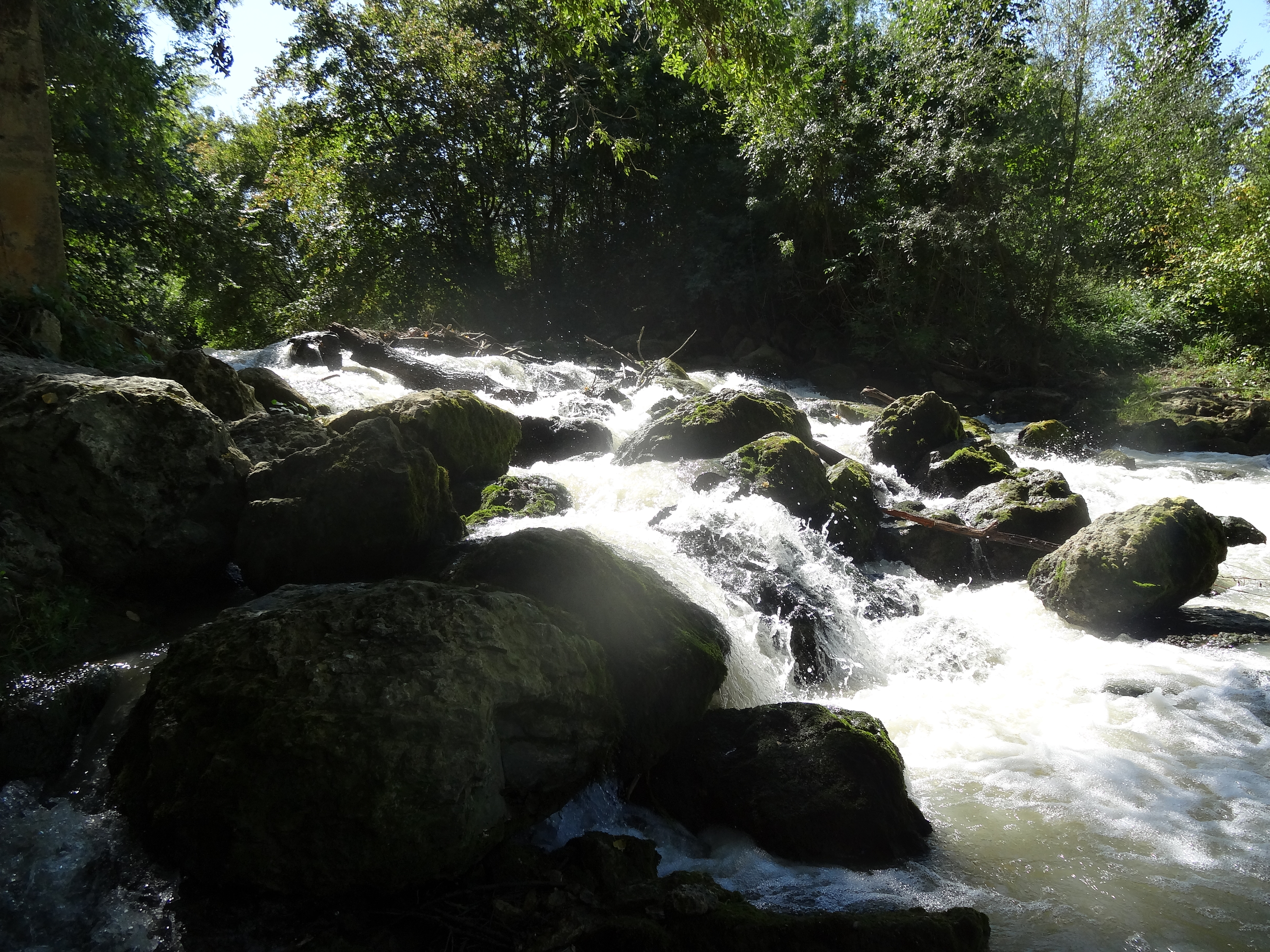
Barrage sur le Gers associé au moulin d'Aurenque.
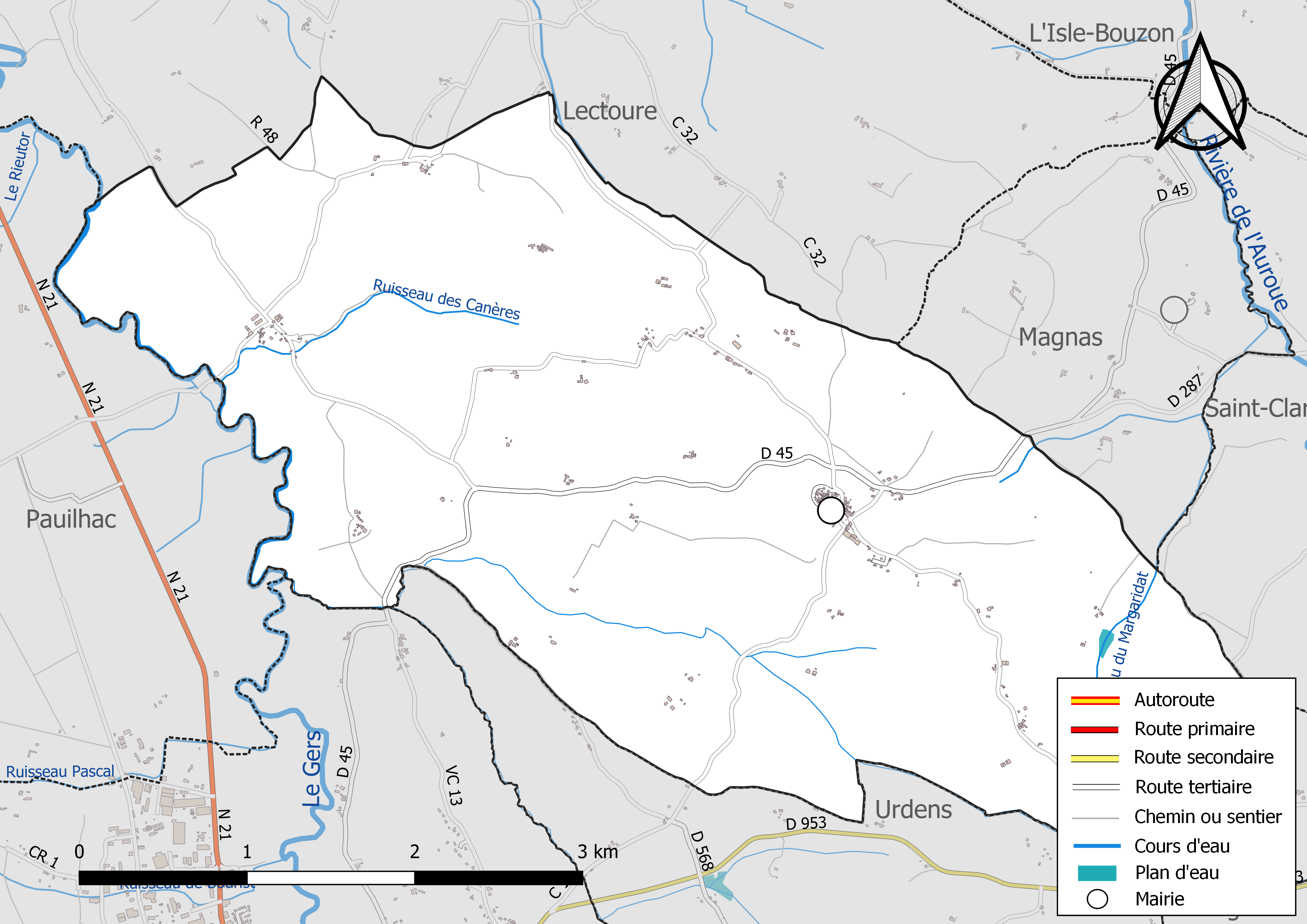
Réseaux hydrographique et routier de Castelnau-d'Arbieu.

### Climat
Pour des articles plus généraux, voir Climat de l'Occitanie et Climat du Gers.
En 2010, le climat de la commune est de type climat du Bassin du Sud-Ouest, selon une étude s'appuyant sur une série de données couvrant la période 1971-2000. En 2020, Météo-France publie une typologie des climats de la France métropolitaine dans laquelle la commune est exposée à un climat océanique altéré et est dans la région climatique Aquitaine, Gascogne, caractérisée par une pluviométrie abondante au printemps, modérée en automne, un faible ensoleillement au printemps, un été chaud (19,5 °C), des vents faibles, des brouillards fréquents en automne et en hiver et des orages fréquents en été (15 à 20 jours).
Pour la période 1971-2000, la température annuelle moyenne est de 13,7 °C, avec une amplitude thermique annuelle de 15,9 °C. Le cumul annuel moyen de précipitations est de 741 mm, avec 10,8 jours de précipitations en janvier et 6,1 jours en juillet. Pour la période 1991-2020, la température moyenne annuelle observée sur la station météorologique la plus proche, située sur la commune de Mauroux à 9 km à vol d'oiseau, est de 14,0 °C et le cumul annuel moyen de précipitations est de 677,6 mm,. Pour l'avenir, les paramètres climatiques de la commune estimés pour 2050 selon différents scénarios d'émission de gaz à effet de serre sont consultables sur un site dédié publié par Météo-France en novembre 2022.

### Milieux naturels et biodiversité
Aucun espace naturel présentant un intérêt patrimonial n'est recensé sur la commune dans l'inventaire national du patrimoine naturel,,.

## Urbanisme

### Typologie
Au 1er janvier 2024, Castelnau-d'Arbieu est catégorisée commune rurale à habitat très dispersé, selon la nouvelle grille communale de densité à sept niveaux définie par l'Insee en 2022.
Elle est située hors unité urbaine. Par ailleurs la commune fait partie de l'aire d'attraction de Lectoure, dont elle est une commune de la couronne,. Cette aire, qui regroupe 13 communes, est catégorisée dans les aires de moins de 50 000 habitants,.

### Occupation des sols
L'occupation des sols de la commune, telle qu'elle ressort de la base de données européenne d’occupation biophysique des sols Corine Land Cover (CLC), est marquée par l'importance des territoires agricoles (100 % en 2018), une proportion identique à celle de 1990 (100 %). La répartition détaillée en 2018 est la suivante : 
terres arables (84,7 %), zones agricoles hétérogènes (15,3 %). L'évolution de l’occupation des sols de la commune et de ses infrastructures peut être observée sur les différentes représentations cartographiques du territoire : la carte de Cassini (XVIIIe siècle), la carte d'état-major (1820-1866) et les cartes ou photos aériennes de l'IGN pour la période actuelle (1950 à aujourd'hui).

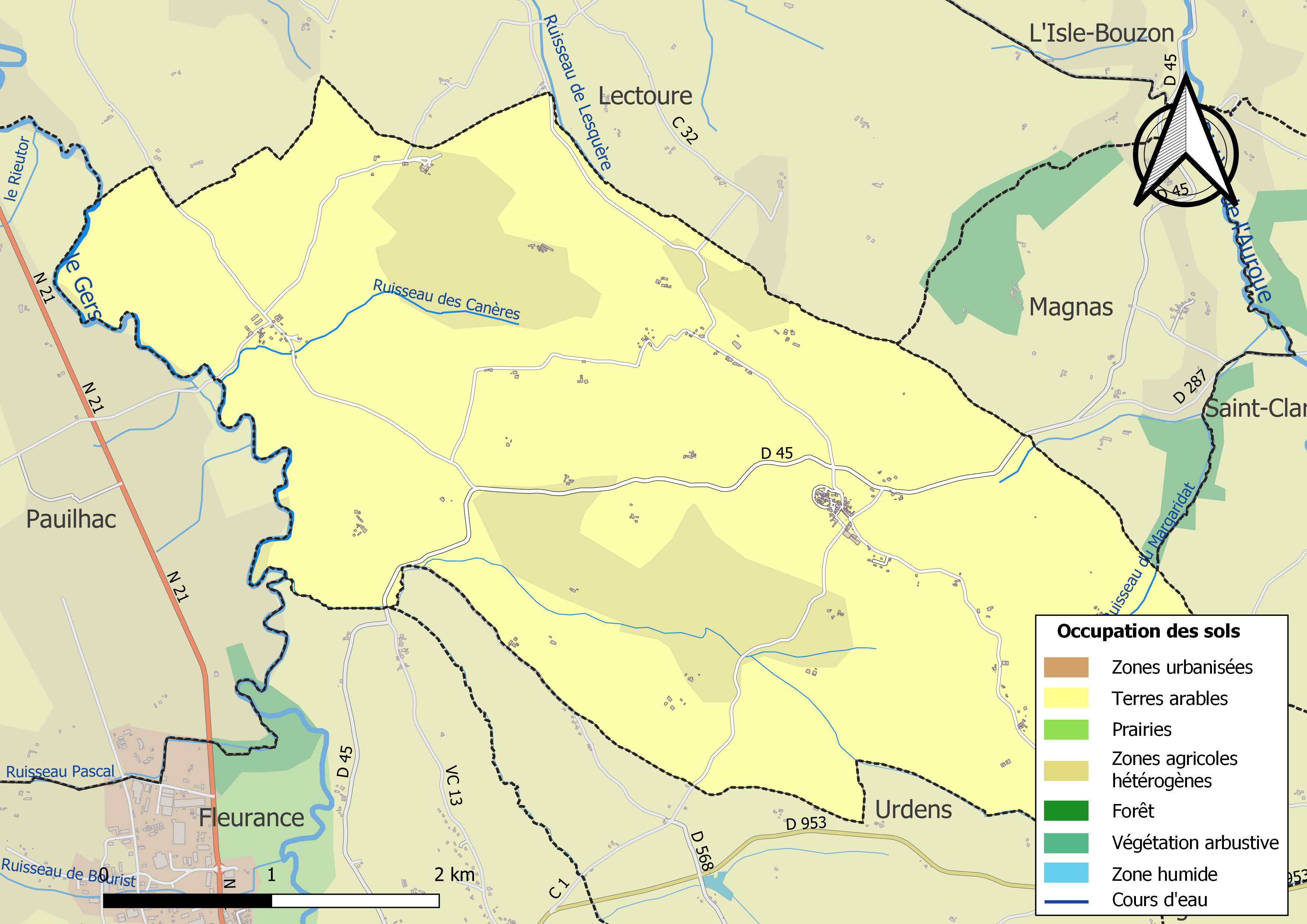
Carte des infrastructures et de l'occupation des sols de la commune en 2018 (CLC).

### Risques majeurs
Le territoire de la commune de Castelnau-d'Arbieu est vulnérable à différents aléas naturels : météorologiques (tempête, orage, neige, grand froid, canicule ou sécheresse), inondations et séisme (sismicité très faible). Un site publié par le BRGM permet d'évaluer simplement et rapidement les risques d'un bien localisé soit par son adresse soit par le numéro de sa parcelle.
Certaines parties du territoire communal sont susceptibles d’être affectées par le risque d’inondation par débordement de cours d'eau, notamment le Gers. La cartographie des zones inondables en ex-Midi-Pyrénées réalisée dans le cadre du XIe Contrat de plan État-région, visant à informer les citoyens et les décideurs sur le risque d’inondation, est accessible sur le site de la DREAL Occitanie. La commune a été reconnue en état de catastrophe naturelle au titre des dommages causés par les inondations et coulées de boue survenues en 1999, 2009 et 2020,.

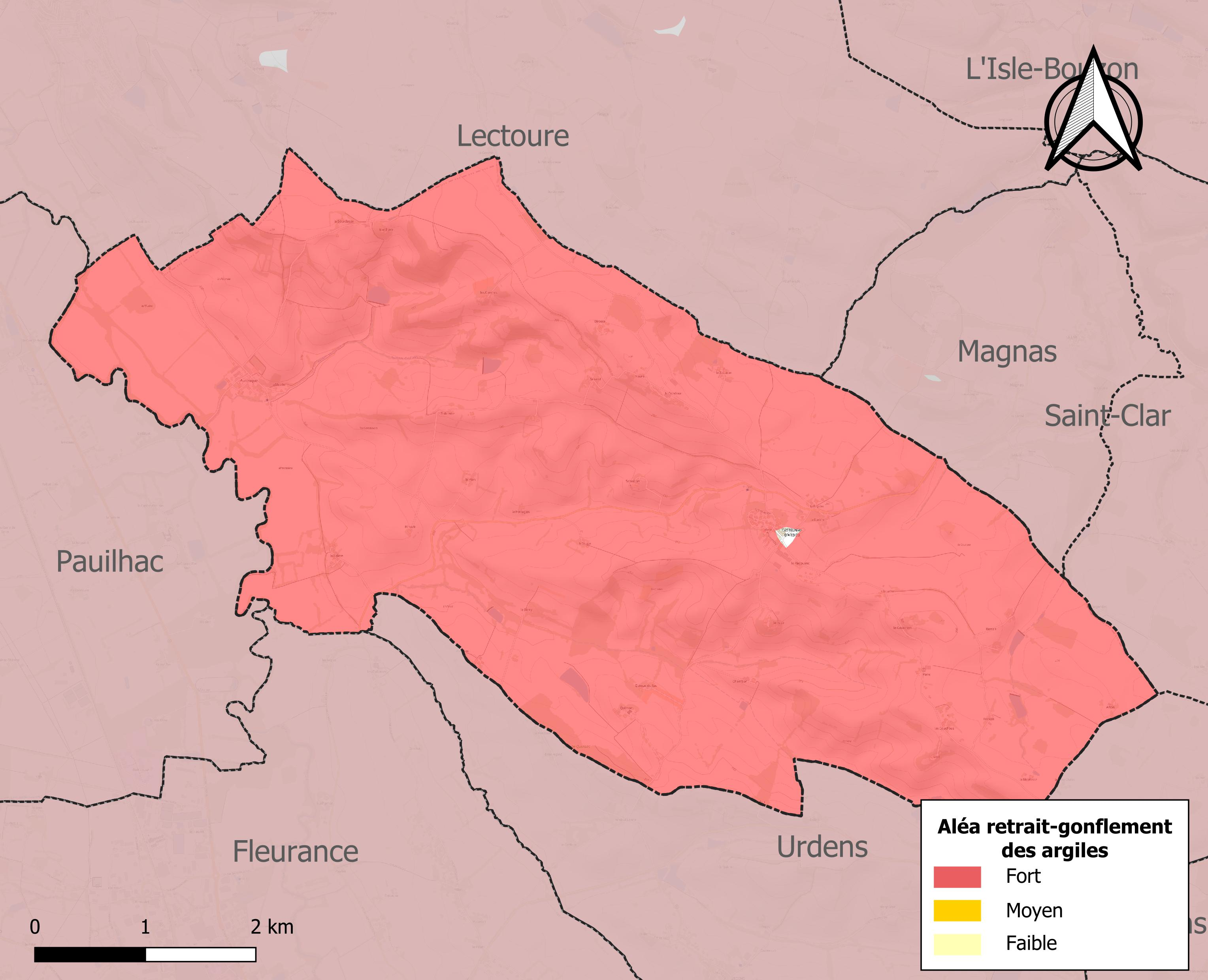
Carte des zones d'aléa retrait-gonflement des sols argileux de Castelnau-d'Arbieu.

Le retrait-gonflement des sols argileux est susceptible d'engendrer des dommages importants aux bâtiments en cas d’alternance de périodes de sécheresse et de pluie. 99,9 % de la superficie communale est en aléa moyen ou fort (94,5 % au niveau départemental et 48,5 % au niveau national). Sur les 130 bâtiments dénombrés sur la commune en 2019, 125 sont en aléa moyen ou fort, soit 96 %, à comparer aux 93 % au niveau départemental et 54 % au niveau national. Une cartographie de l'exposition du territoire national au retrait gonflement des sols argileux est disponible sur le site du BRGM,.
Par ailleurs, afin de mieux appréhender le risque d’affaissement de terrain, l'inventaire national des cavités souterraines permet de localiser celles situées sur la commune.
Concernant les mouvements de terrains, la commune a été reconnue en état de catastrophe naturelle au titre des dommages causés par la sécheresse en 1989, 1998, 2003, 2011 et 2016 et par des mouvements de terrain en 1999.

## Politique et administration

### Liste des maires
| Période                                  | Période   | Identité            | Étiquette | Qualité |
| ---------------------------------------- | --------- | ------------------- | --------- | ------- |
| 1964                                     | 1977      | Marcel Soulès       | PS        |         |
| 1977                                     | 2007      | Pierre Leboucher    | DVD       |         |
| 2007                                     | 2008      | Simone Dumain       | DVD       |         |
| 2008                                     | mars 2009 | Fabienne Polès      | DVD       |         |
| mars 2009                                | 2011      | Jean Leboucher      |           |         |
| septembre 2011                           | 2014      | Chantal Laporterie  | DVG       |         |
| mars 2014                                | En cours  | Olivier Tarbouriech | DVD       | Cadre   |
| Les données manquantes sont à compléter. |           |                     |           |         |

## Population et société

### Démographie
L'évolution du nombre d'habitants est connue à travers les recensements de la population effectués dans la commune depuis 1793. Pour les communes de moins de 10 000 habitants, une enquête de recensement portant sur toute la population est réalisée tous les cinq ans, les populations de référence des années intermédiaires étant quant à elles estimées par interpolation ou extrapolation. Pour la commune, le premier recensement exhaustif entrant dans le cadre du nouveau dispositif a été réalisé en 2004.

En 2022, la commune comptait 226 habitants, en évolution de −3,83 % par rapport à 2016 (Gers : +1,04 %, France hors Mayotte : +2,11 %).
| 1793 | 1800 | 1806 | 1821 | 1831 | 1841 | 1846 | 1851 | 1856 |
| ---- | ---- | ---- | ---- | ---- | ---- | ---- | ---- | ---- |
| 620  | 709  | 654  | 635  | 779  | 658  | 669  | 590  | 630  |

| 1861 | 1866 | 1872 | 1876 | 1881 | 1886 | 1891 | 1896 | 1901 |
| ---- | ---- | ---- | ---- | ---- | ---- | ---- | ---- | ---- |
| 606  | 557  | 536  | 521  | 503  | 476  | 440  | 440  | 382  |

| 1906 | 1911 | 1921 | 1926 | 1931 | 1936 | 1946 | 1954 | 1962 |
| ---- | ---- | ---- | ---- | ---- | ---- | ---- | ---- | ---- |
| 366  | 394  | 324  | 336  | 338  | 328  | 321  | 313  | 287  |

| 1968 | 1975 | 1982 | 1990 | 1999 | 2004 | 2006 | 2009 | 2014 |
| ---- | ---- | ---- | ---- | ---- | ---- | ---- | ---- | ---- |
| 270  | 220  | 204  | 188  | 187  | 181  | 187  | 208  | 235  |

| 2019 | 2022 | - | - | - | - | - | - | - |
| ---- | ---- | - | - | - | - | - | - | - |
| 231  | 226  | - | - | - | - | - | - | - |

## Économie

### Revenus
En 2018  (données Insee publiées en septembre 2021), la commune compte 92 ménages fiscaux, regroupant 214 personnes. La médiane du revenu disponible par unité de consommation est de 22 460 € (20 820 € dans le département).

### Emploi
|                | 2008  | 2013  | 2018   |
| -------------- | ----- | ----- | ------ |
| Commune        | 8,7 % | 5,7 % | 13,6 % |
| Département    | 6,1 % | 7,5 % | 8,2 %  |
| France entière | 8,3 % | 10 %  | 10 %   |

En 2018, la population âgée de 15 à 64 ans s'élève à 156 personnes, parmi lesquelles on compte 74,4 % d'actifs (60,8 % ayant un emploi et 13,6 % de chômeurs) et 25,6 % d'inactifs,. Depuis 2008, le taux de chômage communal (au sens du recensement) des 15-64 ans est supérieur à celui de la France et du département.
La commune fait partie de la couronne de l'aire d'attraction de Lectoure, du fait qu'au moins 15 % des actifs travaillent dans le pôle,. Elle compte 23 emplois en 2018, contre 37 en 2013 et 31 en 2008. Le nombre d'actifs ayant un emploi résidant dans la commune est de 98, soit un indicateur de concentration d'emploi de 23,7 % et un taux d'activité parmi les 15 ans ou plus de 59,9 %.
Sur ces 98 actifs de 15 ans ou plus ayant un emploi, 16 travaillent dans la commune, soit 17 % des habitants. Pour se rendre au travail, 88,7 % des habitants utilisent un véhicule personnel ou de fonction à quatre roues, 7,2 % s'y rendent en deux-roues, à vélo ou à pied et 4,1 % n'ont pas besoin de transport (travail au domicile).

### Activités hors agriculture
19 établissements sont implantés  à Castelnau-d'Arbieu au 31 décembre 2019.
Le secteur des activités spécialisées, scientifiques et techniques et des activités de services administratifs et de soutien est prépondérant sur la commune puisqu'il représente 26,3 % du nombre total d'établissements de la commune (5 sur les 19 entreprises implantées  à Castelnau-d'Arbieu), contre 14,4 % au niveau départemental.

### Agriculture
La commune est dans le « Haut-Armagnac », une petite région agricole occupant le centre du département du Gers. En 2020, l'orientation technico-économique de l'agriculture  sur la commune est la culture de céréales et/ou d'oléoprotéagineuses.
|               | 1988  | 2000  | 2010  | 2020  |
| ------------- | ----- | ----- | ----- | ----- |
| Exploitations | 33    | 20    | 15    | 11    |
| SAU (ha)      | 1 330 | 1 300 | 1 257 | 1 343 |

Le nombre d'exploitations agricoles en activité et ayant leur siège dans la commune est passé de 33 lors du recensement agricole de 1988  à 20 en 2000 puis à 15 en 2010 et enfin à 11 en 2020, soit une baisse de 67 % en 32 ans. Le même mouvement est observé à l'échelle du département qui a perdu pendant cette période 51 % de ses exploitations,. La surface agricole utilisée sur la commune a quant à elle augmenté, passant de 1 330 ha en 1988 à 1 343 ha en 2020. Parallèlement la surface agricole utilisée moyenne par exploitation a augmenté, passant de 40 à 122 ha.

## Culture locale et patrimoine

### Lieux et monuments

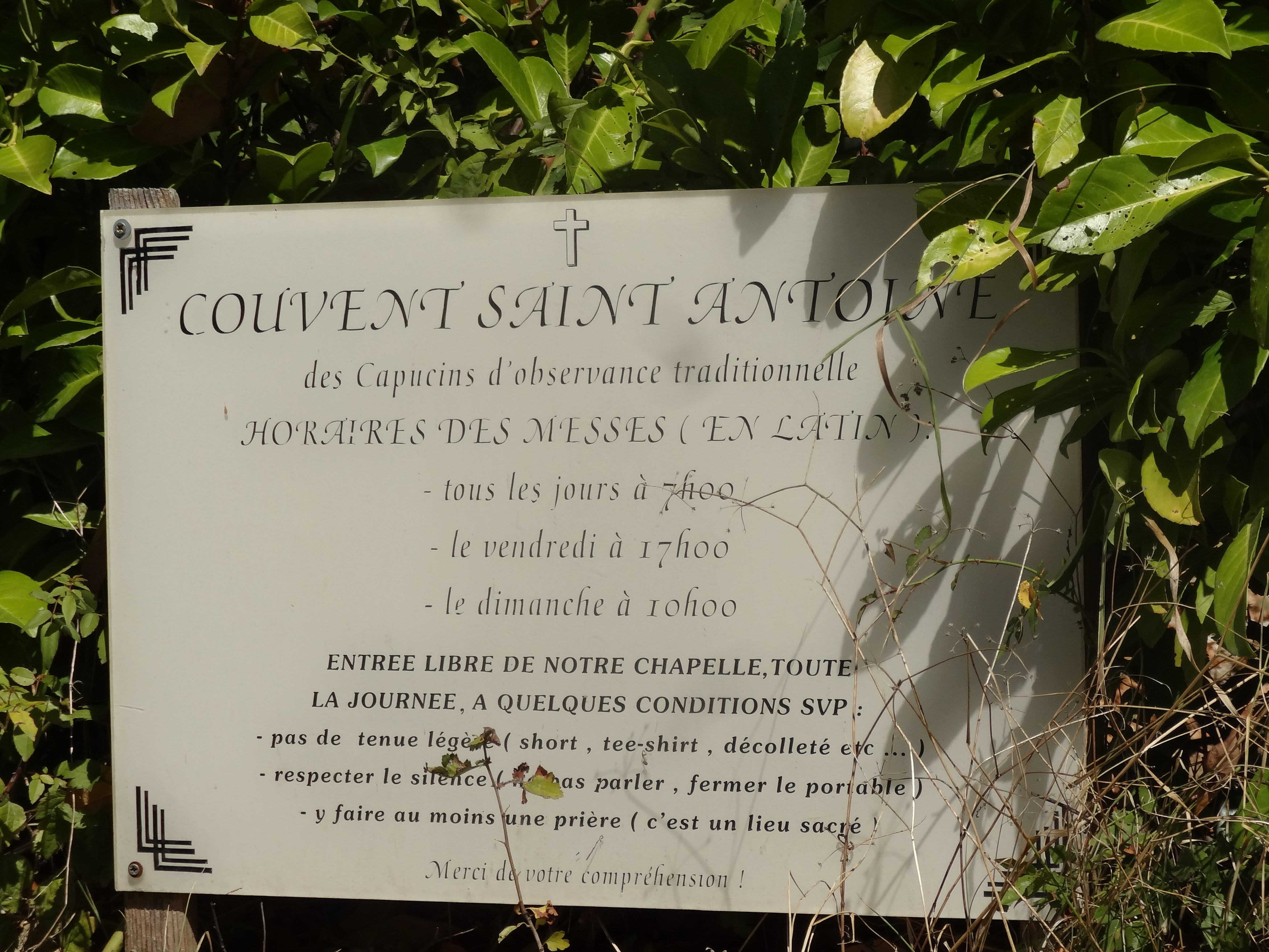
Panneau à l'entrée du couvent.

- Couvent des capucins de Saint-Antoine-d'Aurenque, une fondation du couvent traditionaliste Saint-François de Villié-Morgon[31].
- Église Saint-Hilaire.
- Pont Vieux d'Aurenque sur le Gers.

Le vieux pont d'Aurenque
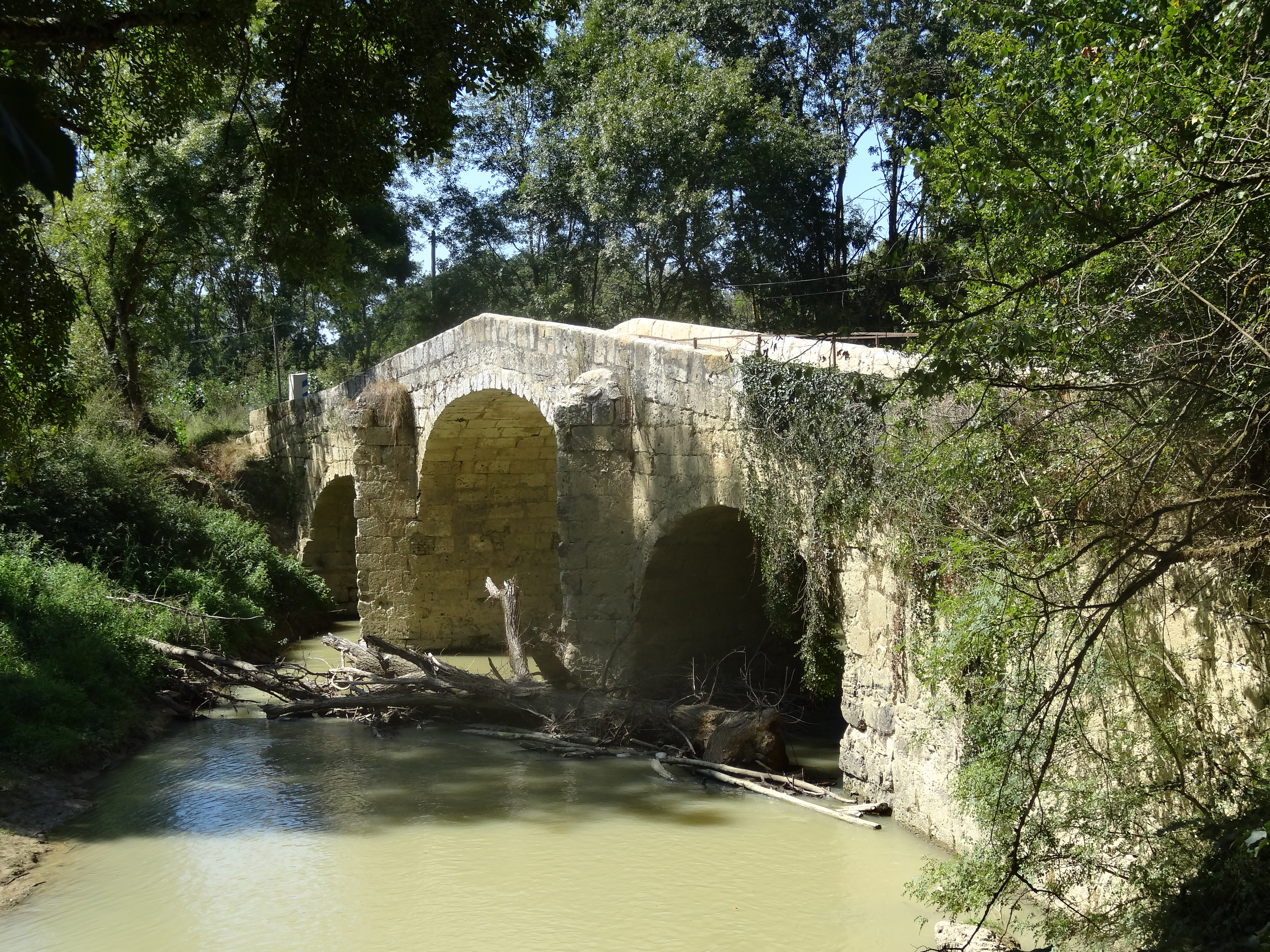
Vue de côté.
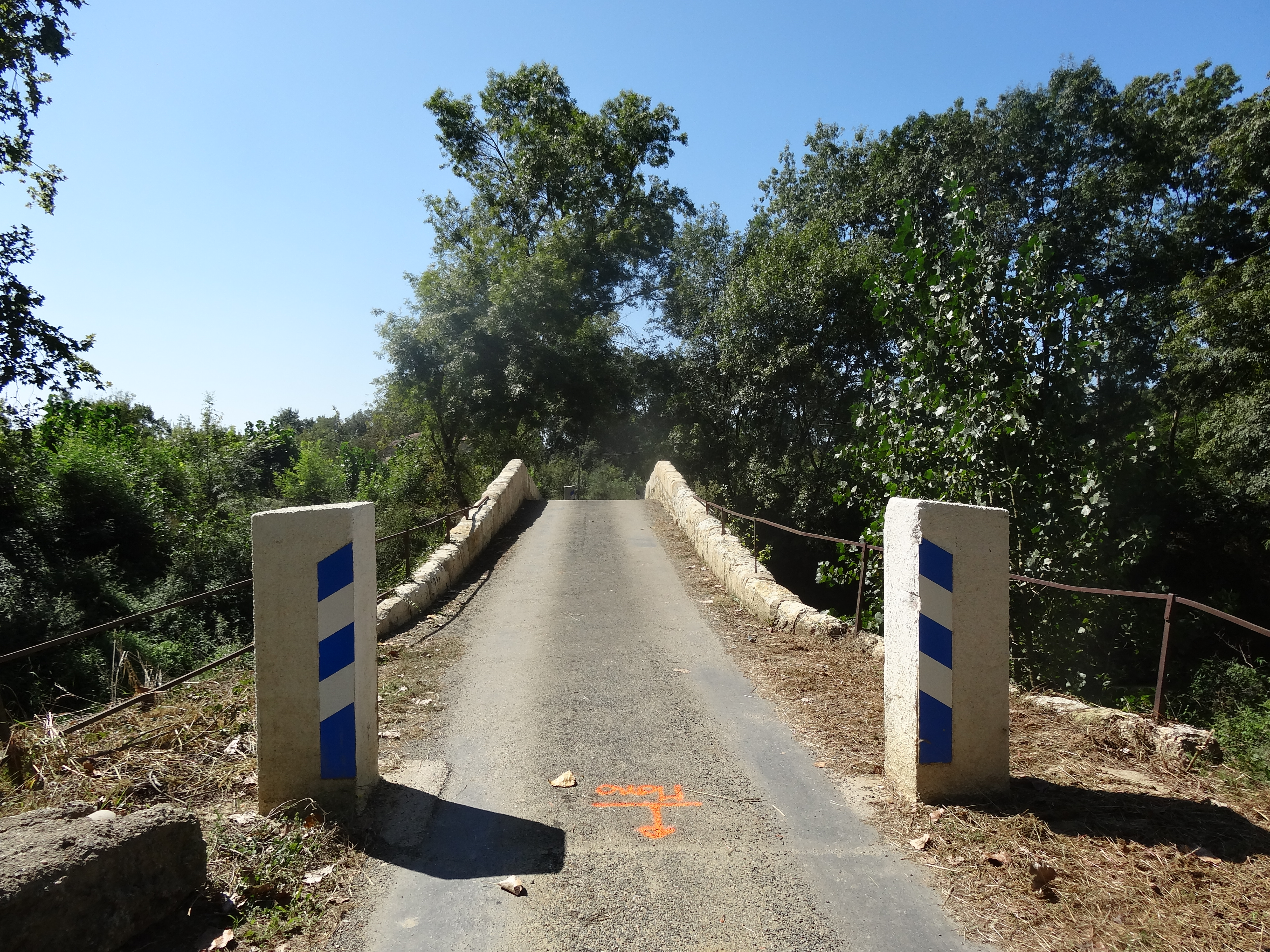
Vue est...
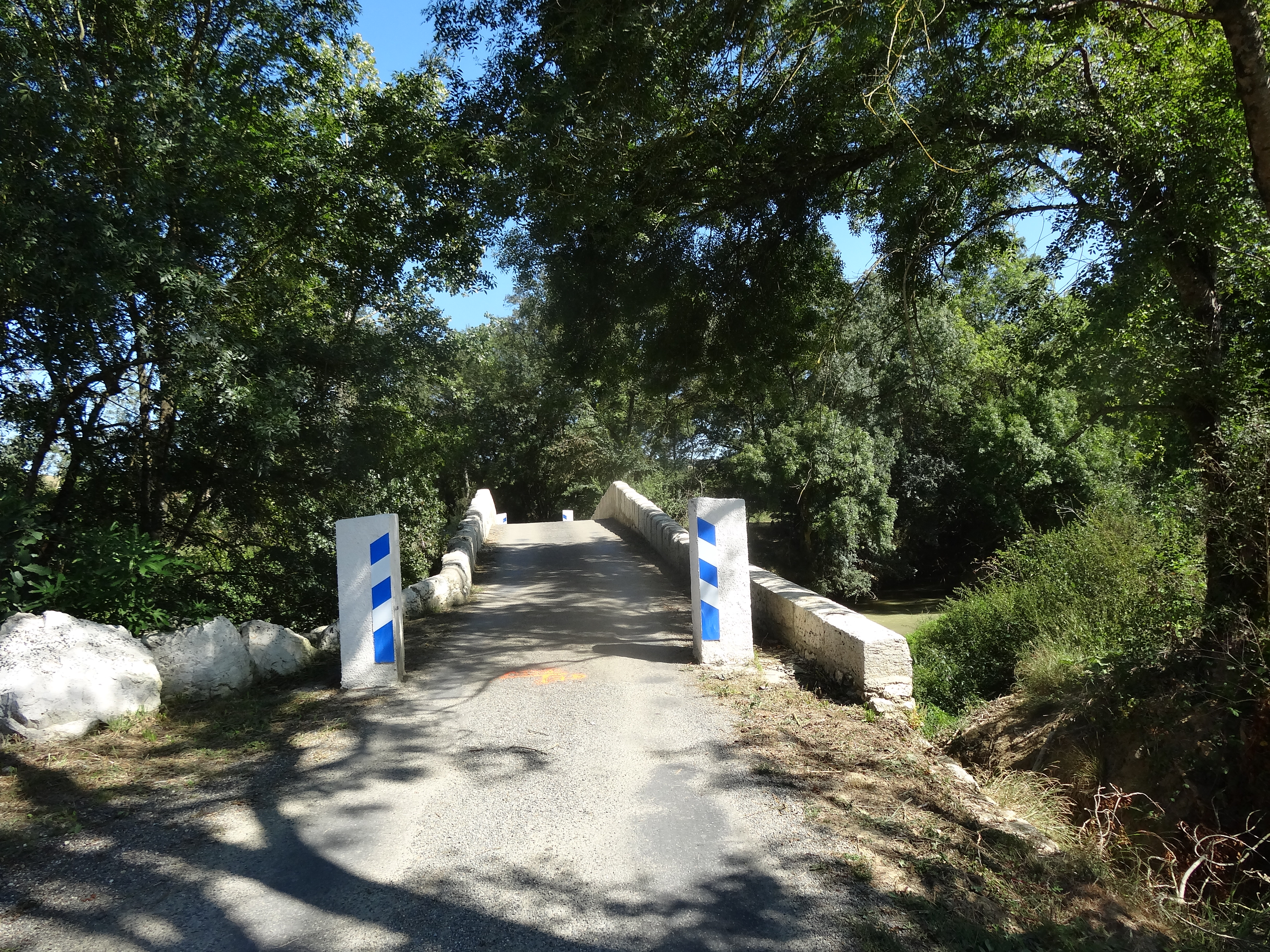
.. et ouest.

### Personnalités liées à la commune
- Jean-Justin Monlezun

### Héraldique
| Blason de Castelnau-d'Arbieu | Blason  | D'azur au carreau posé en losange d'argent, chargé d'un lion de gueules et cantonné de quatre croisettes d'argent, le tout dans une filière du même. |
| Blason de Castelnau-d'Arbieu | Détails | Le statut officiel du blason reste à déterminer. |